# Fanfare for the Common Man (chanson)
Pour les articles homonymes, voir Fanfare for the Common Man (homonymie).
Singles de Emerson, Lake and Palmer
The Sheriff
(1977) Tiger in a Spotlight
(1977)
Pistes de Works Volume I
Tank (Carl Palmer)
Instrumental 
(12) Pirates (Emerson, Lake and Palmer) 
(14)
Fanfare for the Common Man est un titre instrumental du groupe de rock progressif britannique Emerson, Lake and Palmer, tirée de l'album Works Volume I. C'est une adaptation de l'œuvre homonyme de musique classique pour cuivres et percussions, composée par Aaron Copland en 1942.

## Le morceau

### Contexte
Emerson, Lake and Palmer avait auparavant adapté Hoedown de Copland pour leur album Trilogy en 1972. Bien qu' ELP ne créditait pas toujours la source classique d'une partie de leurs morceaux (les crédits apparaissent dans les rééditions), Copland a été attribué comme source pour  Hoedown et Fanfare. À la différence de Bartók et Janáček, Copland était encore en vie au moment de l'enregistrement. 
Selon Keith Emerson, « ...il fallait transporter, donc je l'ai fait en premier. Je voulais improviser dans une tonalité qui était une sorte de blues. Il a fini en mi. Le reste était simple, vraiment. Vous savez, pour obtenir le son mélangé le tempo devait être changé, mais c'était du bon sens. ».

### Production
Greg Lake se souvient de la première fois ou ELP a joué l'adaptation : « C'était merveilleux de voir comment cela se passait : nous enregistrions à Montreux, en Suisse, en 1976, et Keith le jouait comme un morceau de musique classique. J'ai joué cette ligne de basse derrière lui et tout d'un coup il a commencé à se connecter. Puis Carl est entré et nous avons commencé à jouer. Heureusement, l'ingénieur avait une des deux pistes et c'est ce qui est sur le disque - la première fois que nous avons joué le morceau. »
Dans une autre interview, Lake remarque : « Nous avons eu un son R&B très live et vraiment incroyable. Et tout est fait avec seulement un microphone. Nous n'avions pas joué ensemble depuis un bon moment avant les répétitions et autres. Fanfare était complètement coincé de haut en bas. »
Un vidéo du groupe se produisant dans un Stade olympique de Montréal vide a été filmée.

## Musiciens
- Keith Emerson - orgue Yamaha GX-1 (en)
- Greg Lake - basse Alembic
- Carl Palmer - batterie

## Classements hebdomadaires
| Classement (1977)  | Meilleure position |
| ------------------ | ------------------ |
| (UK Singles Chart) | 2                  |